# Funicularul São Sebastião

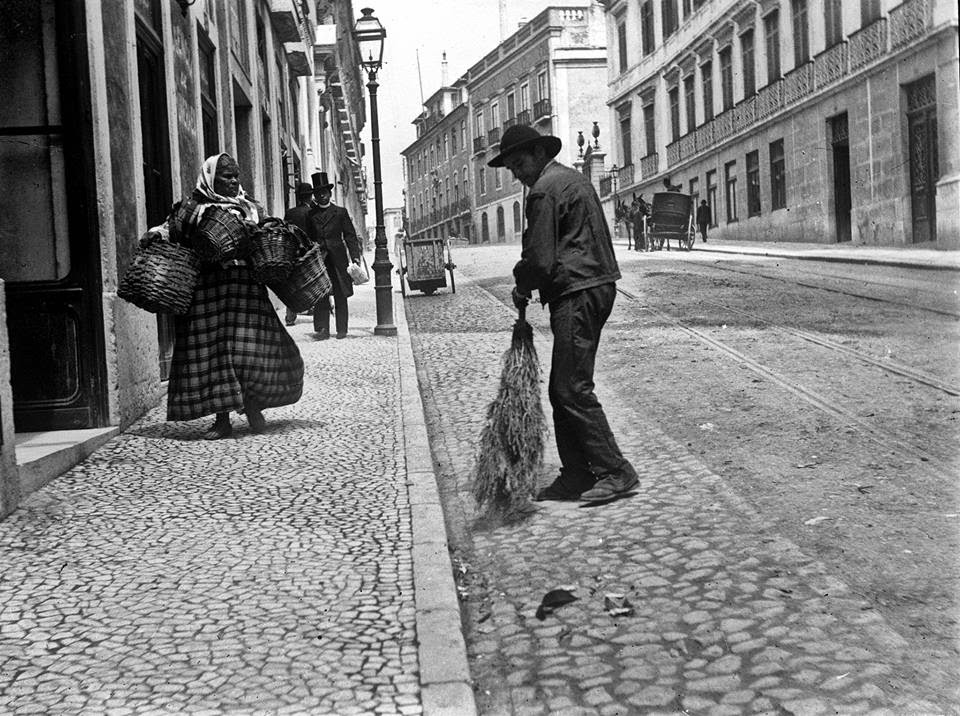
Strada Rua de São José în 1900. Se observă linia dublă a funicularului.

Funicularul São Sebastião (în portugheză Elevador de São Sebastião sau Ascensor de São Sebastião da Pedreira) a fost un mijloc de transport cu tracțiune prin cablu care a funcționat la Lisabona, capitala Portugaliei. Funicularul a fost proiectat de inginerul și inventatorul portughez Raoul Mesnier du Ponsard și a fost ultimul tramvai cu cablu construit în oraș.
Funicularul São Sebastião asigura corespondența între piețele publice Largo de São Domingos din Baixa și Largo de São Sebastião da Pedreira, trecând prin piața Largo do Andaluz. Sistemul era pus în mișcare de un motor cu abur.

## Istoric
Bazele liniei de funicular au fost puse în 1887, când Primăria Municipală a Lisabonei a acordat societății Syndicato Sanches de Baena un contract de concesiune pentru construirea, întreținerea și operarea liniei. Între timp, concesionarul și-a modificat componența, iar contractul final cu primăria Lisabona a fost semnat, pe 16 iunie 1888, de João d'Oliveira Casquilho, administratorul unei companii constituite pe 5 aprilie 1886. Pe lângă Syndicato Sanches de Baena, în această companie a fost cooptat inginerul Raoul Mesnier du Ponsard, „pentru a dirija și supraveghea toate lucrările de construcție”.
În ședința consiliului municipal al Lisabonei din 3 noiembrie 1888, João d'Oliveira Casquilho a transmis o scrisoare prin care informa municipalitatea că a transferat drepturile concesiunii Sanches de Baena către CVUV — Companhia de Viação Urbana a Vapor (în română Compania de Transport Urban cu Abur). În statutul său, la articolul 4, compania CVUV se însărcina să cumpere concesiunea funicularului de la João d'Oliveira Casquilho.
În ciuda formării CVUV în acest scop, fondurile pentru construcția funicularului continuau să fie insuficiente. În următorii 9 ani, compania a construit incinta motoarelor, a confecționat motoarele, boilerele și cilindrii, și a achiziționat materialul feroviar necesar pentru linia propriu-zisă, dar acesta a trebuit stocat, din lipsa banilor necesari execuției lucrărilor. Pe 12 mai 1897, CVUV a arendat contractul unei noi companii, numită CVF — Companhia de Viação Funicular (în română Compania de Transport Funicular), care urma să construiască linia funicularului folosind materialele deja achiziționate de CVUV și să opereze instalația pe o perioadă de 20 de ani. Constructorul lucrării a fost desemnat inginerul Fernando Augusto Kuckenbuck de Figueiredo.
Funicularul a fost inaugurat pe 15 ianuarie 1899 și asigura accesul la Grădina Zoologică din Lisabona, operând apoi în zona Palhavã.
Documente din arhiva companiei CVF sugerează că proiectul primelor patru tramvaie a fost modificat în anul 1900, după ce planurile trimise de Raoul Mesnier du Ponsard, în luna februarie, Direcției Tehnice a municipalității, au fost evaluate și aprobate în luna mai a aceluiași an. În urma acestei modificări s-au produs alte două vehicule.
Funcționarea funicularului a fost marcată încă de la început de probleme, pe care compania CVF le-a motivat prin instruirea necorespunzătoare a personalului și nerespectarea procedurilor de operare a instalațiilor. Însă principalele greutăți s-au datorat în special situației financiare precare a companiei, la care s-au adăugat amenzi din partea municipalității pentru transportul persoanelor peste capacitatea admisă, în special duminicile, când funicularul era foarte aglomerat. Au urmat perioade de întrerupere a funcționării datorate ruperilor dese ale cablului de tracțiune, pe care concesionarul s-a dovedit incapabil să-l înlocuiască, apoi compania a sistat unele plăți și unii dintre creditorii ei i-au solicitat falimentul. În ședința consiliului municipal al Lisabonei din 14 februarie 1901, s-a anunțat falimentul oficial al companiei CVF, care opera funicularul. Pe 8 noiembrie 1901 s-a pus sechestru asigurator pe toate bunurile fixe și mobile ale CVF, care au fost înscrise la masa credală.

## Caracteristici
Pe aproape întregul său traseu, linia funicularului era dublă, cu excepția unei scurte porțiuni de pe strada Rua de São José, unde se trecea la linie simplă. De asemenea, precum în cazul Funicularului Graça, linia era simplă și la cele două capete, unde tramvaiele erau întoarse cu ajutorul unor plăci turnante și bucle de întoarcere.
Compartimentele pentru pasageri din primele tramvaie produse erau deschise, neexistând nici un perete sau alt obstacol către exterior cu excepția structurii metalice, după cum o arată schițele de epocă ce s-au păstrat. Confecția metalică a vehiculelor a fost realizată în atelierele José  Manuel  Teixeira și Cardoso e D’Argent & Comp. Ulterior, în urma modificărilor de proiect din 1900, au fost produse alte două tramvaie, de data aceasta închise.
Informațiile despre acest funicular nu sunt numeroase și nu se cunoaște cu exactitate numărul tramvaielor utilizate, însă la data inaugurării compania CVF dispunea de 4 vehicule. Fiecare din acestea putea transporta până la 24 de pasageri și era echipat cu frâne manuale. Iluminarea pe perioada întunericului era probabil asigurată de lămpi cu ulei.
Tracțiunea prin cablu era asigurată de camera motoarelor situată pe strada Estrada de Palhavã. Motoarele Farcott Corlisse, în patru cilindri de tip Tem Prvinck, furnizau o putere de 50 CP.

## Funcționare
Funicularul funcționa zilnic, între orele 6:30 dimineața și miezul nopții. Până la ora 12:00 era permis transportul bicicletelor pe platforma din spatele vehiculelor, contra unui cost suplimentar de 1 teston.